# Opzoomerstraat
De Opzoomerstraat is een straat in de wijk Het Nieuwe Westen in Rotterdam. 
De straat werd vooral bekend vanwege het project "Opzoomeren". In 1989 was de verpaupering van de straat zo ernstig geworden, dat de bewoners het nodig vonden de straat een flinke opknapbeurt te geven. Zo geschiedde. Dit initiatief en de straat zelf kregen vervolgens veel aandacht in de media, om te beginnen van RTV Rijnmond. Het project kreeg navolging in andere straten in Rotterdam en later over de gehele wereld. Eind 2020 telt de stad een recordaantal van 2.503 Opzoomerstraten.
De straat is vernoemd naar de 19e-eeuwe professor in de wijsbegeerte C.W. Opzoomer.